# Tuřany (Kladnói járás)
Tuřany település Csehországban, a Kladnói járásban. Tuřany Řisuty, Slaný, Libovice és Studeněves településekkel határos. Lakosainak száma 708 fő (2024. január 1.).

## Népesség
A település lakosságának változását az alábbi diagram mutatja:
| Lakosok száma | 618  | 742  | 802  | 509  | 466  | 477  | 574  | 597  | 666  | 708  |
|               | 1869 | 1890 | 1921 | 1950 | 1980 | 2001 | 2017 | 2019 | 2022 | 2024 |